# Романов, Дюша
Дю́ша Рома́нов (настоящее имя Андре́й И́горевич Рома́нов; 28 июля 1956, Ленинград — 29 июня 2000, Санкт-Петербург) — советский и российский рок-музыкант, наиболее известный в качестве участника рок-группы «Аквариум».

## Биография
Андрей Романов родился в Ленинграде в 1956 году.
Учился в одном классе с Александром Ляпиным и в одной школе с Александром Титовым, которые позже тоже играли в составе «Аквариума».
С 13 лет участвовал в самодеятельных рок-группах вместе с А. Ляпиным. Примерно в 1968 году познакомился с Борисом Гребенщиковым.
В 1972 году основал группу «Странно растущие деревья». С лета 1974 года играл на клавишных в составе «Аквариума», через некоторое время, под влиянием знакомства с работавшим в Ленинграде американским музыкантом Ричардом Майером, начал играть на флейте.
В 1970-е увлёкся театром и, наряду с остальными членами группы, участвовал в самодеятельном театре под руководством Эрика Горошевского, обычно получая главные роли в спектаклях, и едва не оставил музыку. Вскоре после решения членов «Аквариума» сконцентрироваться на музыкальной деятельности порвал с театром. Участвовал в группе в качестве флейтиста и бэк-вокалиста, вплоть до её самороспуска в 1991 году.
Автор музыки нескольких произведений «Аквариума» — «Странные объекты между светом и звуком», «Гиневер», «Крюкообразность» и др. Исполнял песню «Холодное пиво».
После распада «Аквариума» первого состава (в 1991 году) пробовал свои силы в журналистике, живописи (вместе с митьками), театре, написал музыку к нескольким спектаклям и фильмам, в том числе участвовал в телеспектакле Хранители по роману «Властелин Колец». Играл в собственной группе «Трилистник» (возникшей ещё в 1987 году для игры в свободное от «Аквариума» время), и записал с ней десять альбомов. Выпустил альбом электронных кавер-версий песен «Аквариума» — «Виртуальная оборона» (1997). Автор книги «История Аквариума. Книга флейтиста», первое издание которой вышло уже посмертно.
В 1998 году записал песни «Медленный поезд» («Завтра меня здесь не будет») и «Иллюзии» для трибьюта «Парк МАЙКского периода» памяти Майка Науменко и группе «Зоопарк». А в 2000 году для трибьюта группе «Кино» и Виктору Цою — «КИНОпробы» записал трек «Электричка», который был издан уже после смерти музыканта.
Скончался на 44-м году жизни 29 июня 2000 года в 22 часа 40 минут от острой коронарной недостаточности во время концерта с Николаем Рубановым (группа «АукцЫон») в петербургском клубе «Спартак». Похоронен на Волковском кладбище.
В 2003 году друзья записали трибьют-альбом памяти музыканта — «Мой друг музыкант. Песни для Дюши».
Андрей Романов был дважды женат. От первого брака имел дочь Софию, от второго - сына Игнатия.

## Дискография
Трилистник:
- Матросская тишина, 1989
- Музыка Средиземья, 1991
- Акустические манёвры, 1996
- «Трилистник» LIVE 1995—1999

Сольно:
- Музыка кино, 1990—1992 (изд. в 2002)
- Продвинутые сказки, 1997
- Виртуальная оборона (Аквариум mix), 1997
- Музыка для выставок, 1998
- Крылатые выражения (Pro Ухо), 1999
- Электрическая осада (ч. 1, ч. 2), 1999

Трибьют Дюше:
- «Мой друг музыкант. Песни для Дюши», 2003

## Телевидение
- 1991 — телеспектакль «Хранители», композитор и рассказчик.